# Sotheby's

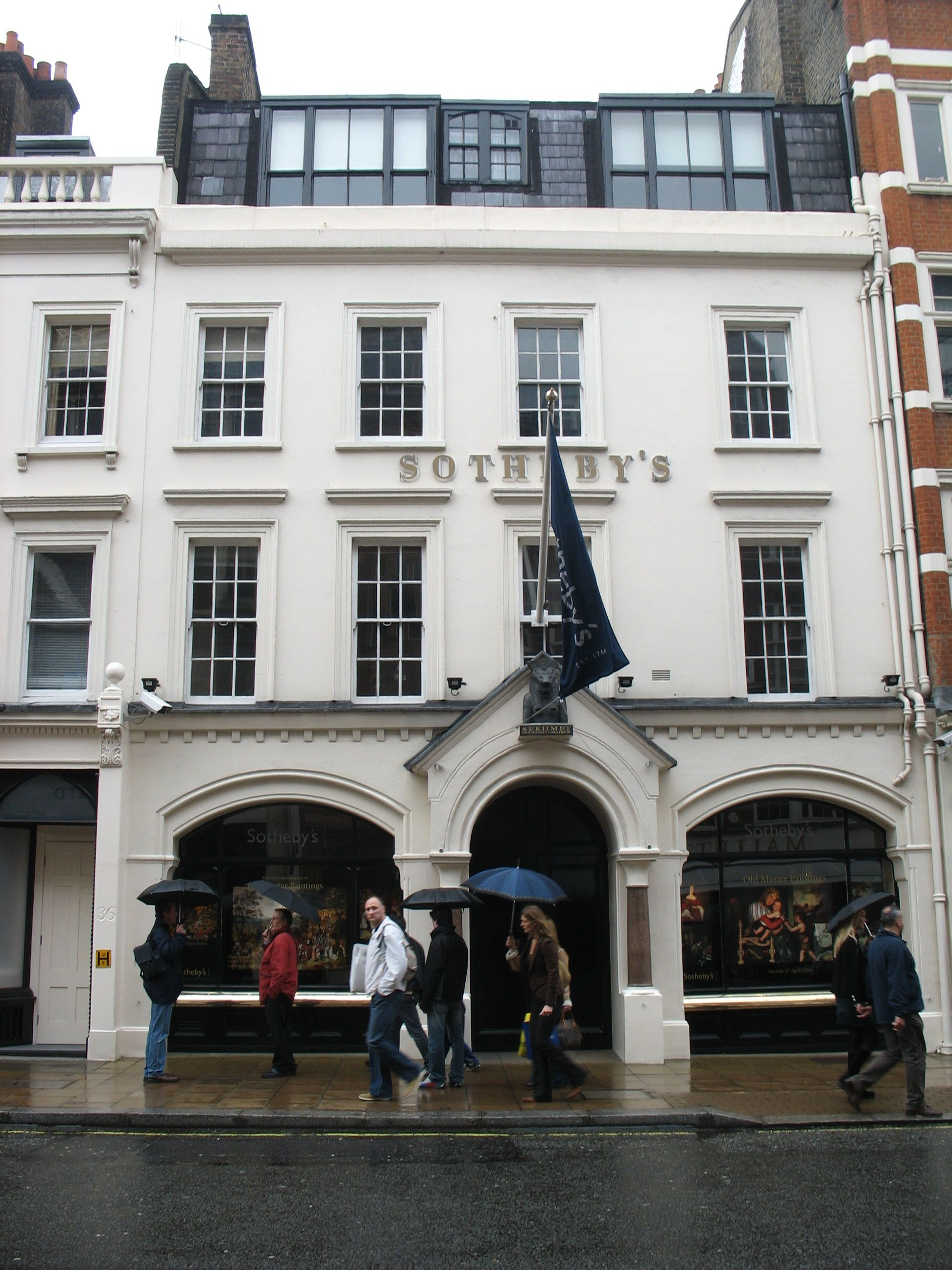
Pobočka Sotheby's na New Bond Street v Londýně

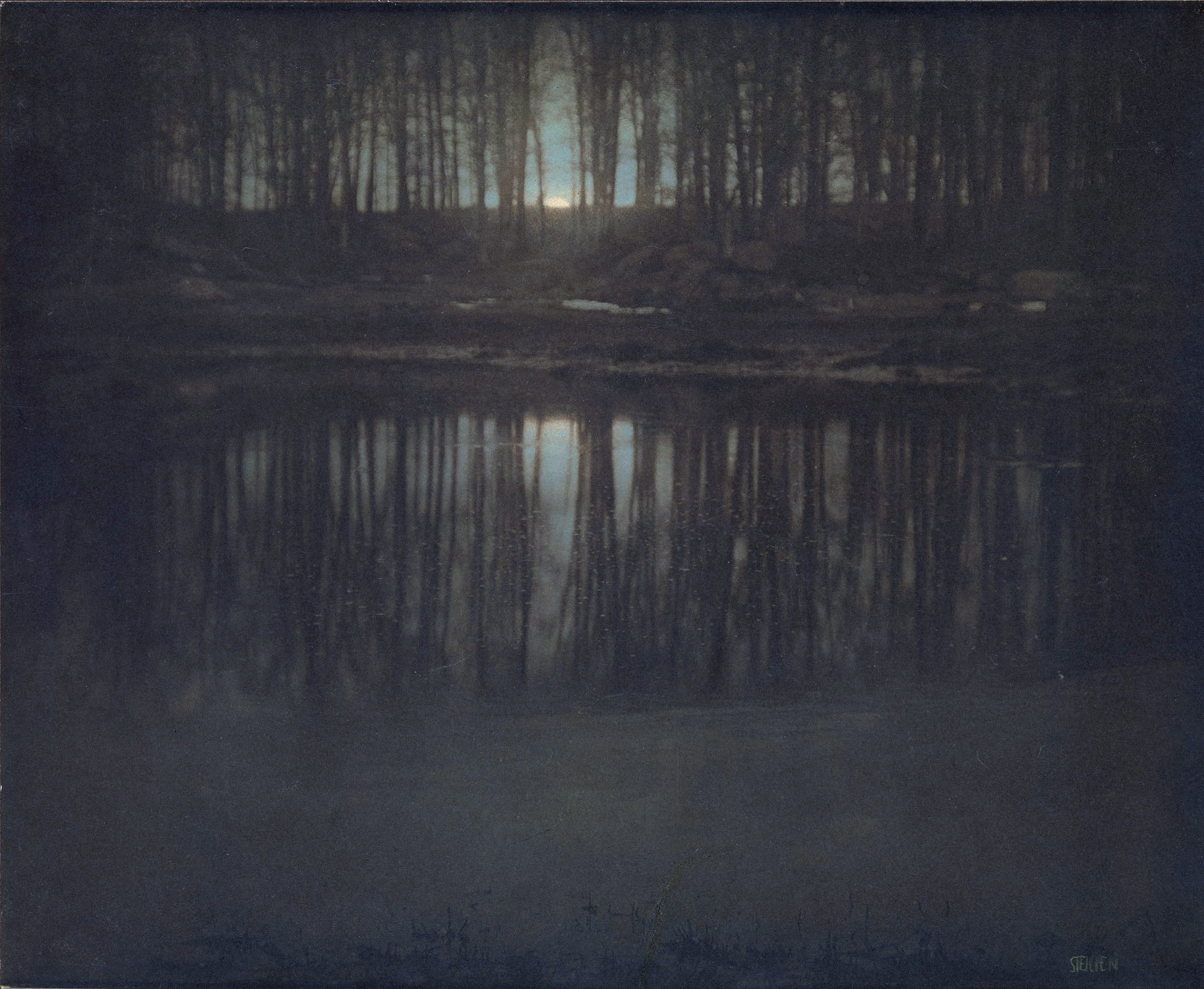
Edward Steichen, The Pond-Moonlight, gumotisk, 1904; fotografie byla v roce 2006 v aukci Sotheby's prodána za 2.928.000 dolarů

Sotheby's je celosvětově nejstarší a největší mezinárodní firma pořádající aukce výtvarného umění. Její předchůdkyně, Baker's, byla založena v Londýně 11. března 1744. Společnost má po světě více než 100 poboček spolu s nejrozsáhlejší a nejrozmanitější sítí aukčních síní. V současnosti se obrat firmy pohybuje okolo tří miliard amerických dolarů.

## Příklady vydražených uměleckých děl
1. Andreas Gursky, 99 Cent II Diptychon (2001), 3.346.456 USD, únor 2007, Sotheby's Londýn, aukce.[3]
2. Edward Steichen, The Pond-Moonlight (1904), 2.928.000 USD, únor 2006, Sotheby's New York, aukce.[2]
3. Ansel Adams, Moonrise, Hernandez, New Mexico (1948),[4] $609.600, Sotheby's New York, aukce, 2006.[5]

### Čeští autoři
- František Kupka: Tvar modré, 14.11.2016 vydražen za 2,1725 milionu dolarů[6]
- Toyen: Poselství lesa, 12.11.2014 v Londýně vydraženo za 1 milion britských liber[7]
- Jiří David, Louise Bourgeois z cyklu Skryté podoby, 9. 2. 2006 v londýnské aukční síni Sotheby's vydražena za 2160 britských liber.[8]